# 베리드
《베리드》(영어: Buried)는 2010년 개봉한 스페인의 영어 생존 스릴러 영화이다. 로드리고 코르테스가 연출하고, 라이언 레이놀즈 등이 출연하였다.
2010년 1월 23일 제26회 선댄스 영화제에서 전 세계 최초로 상영되었다. 평단으로부터 대체로 호평을 받았다. 2011년 제25회 고야상에서 각본상, 편집상, 음향상을 수상하였으며 남우 주연상(레이놀즈), 감독상 등의 후보에 올랐다.

## 줄거리
2006년. 이라크에서 일하는 미국 민간인 트럭 운전사 폴은 그가 속한 호송대가 반란군에게 공격을 당하고 돌로 머리를 얻어맞은 뒤 땅 밑에 파묻힌 목관 안에서 깨어난다. 그에게 주어진 건 안을 조금 밝혀줄 지포 라이터 한 개, 펜 한 자루, 배터리 잔량이 60% 가량인 블랙베리 휴대 전화 한 대뿐이다. 폴을 억류한 자들은 이 스마트폰으로 전화를 걸어와 밤 9시까지 500만 달러를 몸값으로 내놓을 것을 요구한다. 폴은 외부와 연락을 시도하며 구출을 기대하지만 이는 그의 예상보다 더 쉽지 않은 것으로 드러난다. 내부 공기가 점점 희박해지는 가운데 폴은 자력으로 탈출할 방법을 모색한다. 

## 출연진
- 라이언 레이놀즈 - 폴 콘로이 역
- 호세 루이스 가르시아 페레스 - 자비르 역 (목소리)
- 로버트 패터슨 - 댄 브레너 역 (목소리)
- 스티븐 토볼라우스키 - 앨런 대븐포트 역 (목소리)
- 서맨사 매시스 - 린다 콘로이 역 (목소리)
- 에릭 팰러디노 - 특수 요원 해리스 역 (목소리)

## 같이 보기
- 생존 영화